# Contre tout l'or du monde

Contre tout l'or du monde (An Old Fashioned Thanksgiving) est un téléfilm américain réalisé par Graeme Campbell et diffusé le 22 novembre 2008 sur Hallmark Channel.

## Synopsis
Film adapté d'une courte nouvelle de Louisa May Alcott.

Au XIXe siècle aux États-Unis, Isabella reçoit une lettre de sa petite-fille, Mathilda. Sa mère Mary éprouve de grandes difficultés à s'occuper de sa ferme et de ses trois enfants depuis le décès de son mari. Isabella décide de rendre visite à sa fille pour Noël afin de lui apporter son aide. Mais les relations entre les deux femmes sont difficiles et malgré sa misère, Mary reste fière et refuse toute aide de sa mère.

## Fiche technique
- Titre original : An Old Fashioned Thanksgiving
- Réalisateur : Graeme Campbell
- Scénario : Shelley Evans
- Durée : 84 minutes
- Date de diffusion : 22 novembre 2008

## Distribution
- Jacqueline Bisset : Isabella
- Tatiana Maslany : Mathilda Bassett
- Hélène Joy : Mary Bassett
- Ted Atherton (en) : Mr. Hopkins
- Vivien Endicott-Douglas (en) : Prudence
- Kristopher Turner (en) : Gad Hopkins
- Michael Barbuto : Fitter
- Paula Boudreau : Mrs. Hopkins
- Gage Munroe (en) : Solomon Bassett